# アリアンツ・アレーナ
アリアンツ・アレーナ（独: Allianz Arena）は、ドイツのミュンヘンにあるサッカー専用スタジアムである。FCバイエルン・ミュンヘンのホームスタジアムとして使用されている。UEFA主催大会ではフースバル・アレーナ・ミュンヘン（Fußball Arena München）として知られる。

## 概要
スイスの建築家ユニットであるヘルツォーク&ド・ムーロンの作品。ドイツ最大の保険会社であるアリアンツが命名権を保有している。
こけら落としは2005年5月30日に行われたTSV 1860ミュンヘン対1.FCニュルンベルクの親善試合であり、3-2で1860ミュンヘンが勝利した2。
2006年・ドイツW杯の試合会場となり、2004-05シーズンまでオリンピアシュタディオンをホームスタジアムとしていたドイツ・サッカー・ブンデスリーガ・バイエルン・ミュンヘンのホームスタジアムとして使用されている。2017年7月までは1860ミュンヘンのホームスタジアムとしても使用されていた。UEFAチャンピオンズリーグ 2011-12の決勝戦が開催された。
2005年5月30日、1860ミュンヘン対ニュルンベルクの親善試合で開場、翌日にはドイツW杯を1年後に控えた記念試合としてバイエルン・ミュンヘン対ドイツ代表の試合が開催された。
約370億円を投じて完成したアリアンツ・アレーナの繭のような外観は半透明の特殊フィルムETFE（AGC製）で覆われておりスタジアム内から景色を眺めることができ、試合開催日はクラブカラーであるバイエルン・ミュンヘンの赤、1860ミュンヘンの青、ドイツ代表戦などでは白にそれぞれ発光する。また、ライティングのブロックは菱形で、白と青に光らせることによりバイエルン州旗を表すこともできる。
2025年にはUEFAチャンピオンズリーグ　2024-25の決勝戦として使用される予定。
最寄駅は地下鉄U6線の「フレットマニング（Fröttmaning）」駅。立地としてはアウトバーン9号線(ミュンヘン～ライプチヒ～ベルリン線)と99号線(ミュンヘン環状線)のジャンクションのすぐ南西にあり、アウトバーンを運転中にアリアンツ・アレーナのあまりの美しさに見惚れてしまうドライバーが多く、事故が多発しているという。
様々な工夫がなされているスタジアムだが、二つのクラブがホームとしているため芝生の育成と手入れが追いつかないこと、互いにクラブカラーが違うことから無機質な灰色の座席とスタジアムツアーと分けて改札されているミュージアムの問題、そしてバイエルンのホームとしては小規模である一方1860ミュンヘンが使用するには広すぎるといった諸問題を抱えていたが、2017年7月12日付で1860ミュンヘンが当スタジアムの使用契約を解除したため、2018-19シーズンからは座席にバイエルン・ミュンヘン独自の塗装が施されるなどしている。
2022年11月13日には、ドイツでは初開催となるNFLの公式戦シアトル・シーホークス対タンパベイ・バッカニアーズ戦が行われた。

## 開催された主な大会・イベント
- 2006 FIFAワールドカップ

2006 FIFAワールドカップでは、ベルリン・オリンピアシュタディオンに次ぐ規模のスタジアムとして開幕戦を含めたグループステージから決勝トーナメントの合計6試合を開催し、いずれも満員での開催となった。なお、大会期間中はFIFAのクリーンスタジアムという規則のため、フースバル・アレーナ・ミュンヘンというスタジアム名が使用された。
| 日付          | ホームチーム     | 結果 | アウェーチーム         | ラウンド   |
| ------------- | ---------------- | ---- | ---------------------- | ---------- |
| 2006年6月9日  | ドイツ           | 4-2  | コスタリカ             | グループA  |
| 2006年6月14日 | チュニジア       | 2-2  | サウジアラビア         | グループH  |
| 2006年6月18日 | ブラジル         | 2-0  | オーストラリア         | グループF  |
| 2006年6月21日 | コートジボワール | 3-2  | セルビア・モンテネグロ | グループC  |
| 2006年6月24日 | ドイツ           | 2-0  | スウェーデン           | ラウンド16 |
| 2006年7月5日  | ポルトガル       | 0-1  | フランス               | 準決勝     |

- UEFA EURO 2020

新型コロナウイルス感染症の影響により開催された全ての試合は上限14,500人という制限された観客の下、行われた。
| 日付          | ホームチーム | 結果 | アウェーチーム | ラウンド  |
| ------------- | ------------ | ---- | -------------- | --------- |
| 2021年6月15日 | フランス     | 1-0  | ドイツ         | グループF |
| 2021年6月19日 | ポルトガル   | 2-4  | ドイツ         | グループF |
| 2021年6月23日 | ドイツ       | 2-2  | ハンガリー     | グループF |
| 2021年7月2日  | ベルギー     | 1-2  | イタリア       | 準々決勝  |

- UEFA EURO 2024
- 開幕戦を含めて6試合が行われる。なお、前大会のUEFA EURO 2020でも使用されていたため、欧州選手権初の連続開催となった。
- その他

| 日付          | ホームチーム             | 結果           | アウェーチーム | ラウンド                              |
| ------------- | ------------------------ | -------------- | -------------- | ------------------------------------- |
| 2012年5月19日 | FCバイエルン・ミュンヘン | 1-1 (3-4 pen.) | チェルシーFC   | UEFAチャンピオンズリーグ 2011-12 決勝 |

| 日付         | 1st チーム             | 結果 | 2nd チーム                     | ラウンド                              |
| ------------ | ---------------------- | ---- | ------------------------------ | ------------------------------------- |
| 2025年6月1日 | パリ・サンジェルマンFC | 5-0  | インテルナツィオナーレ・ミラノ | UEFAチャンピオンズリーグ 2024-25 決勝 |

## ギャラリー

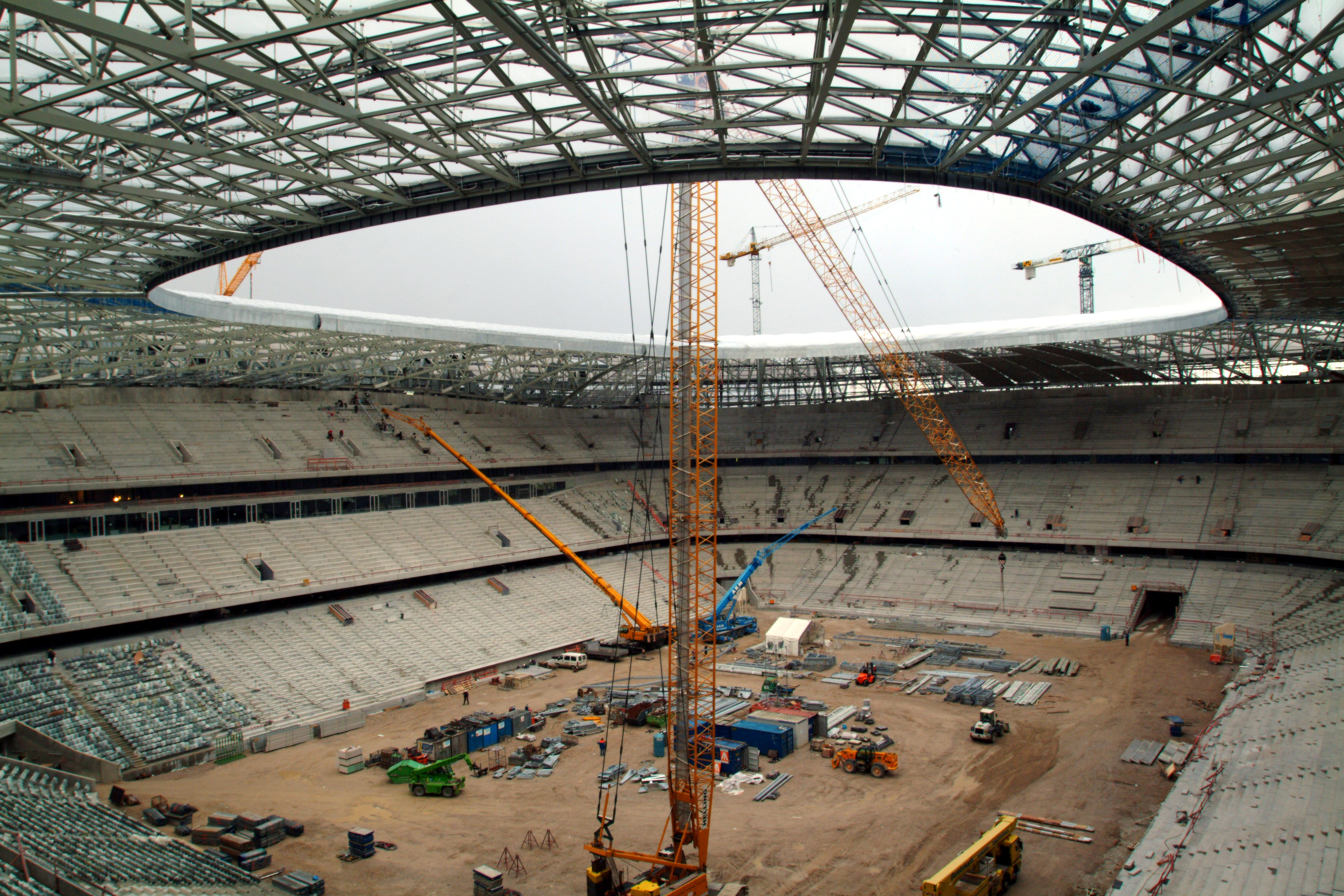
建設中のスタジアム (2004年)
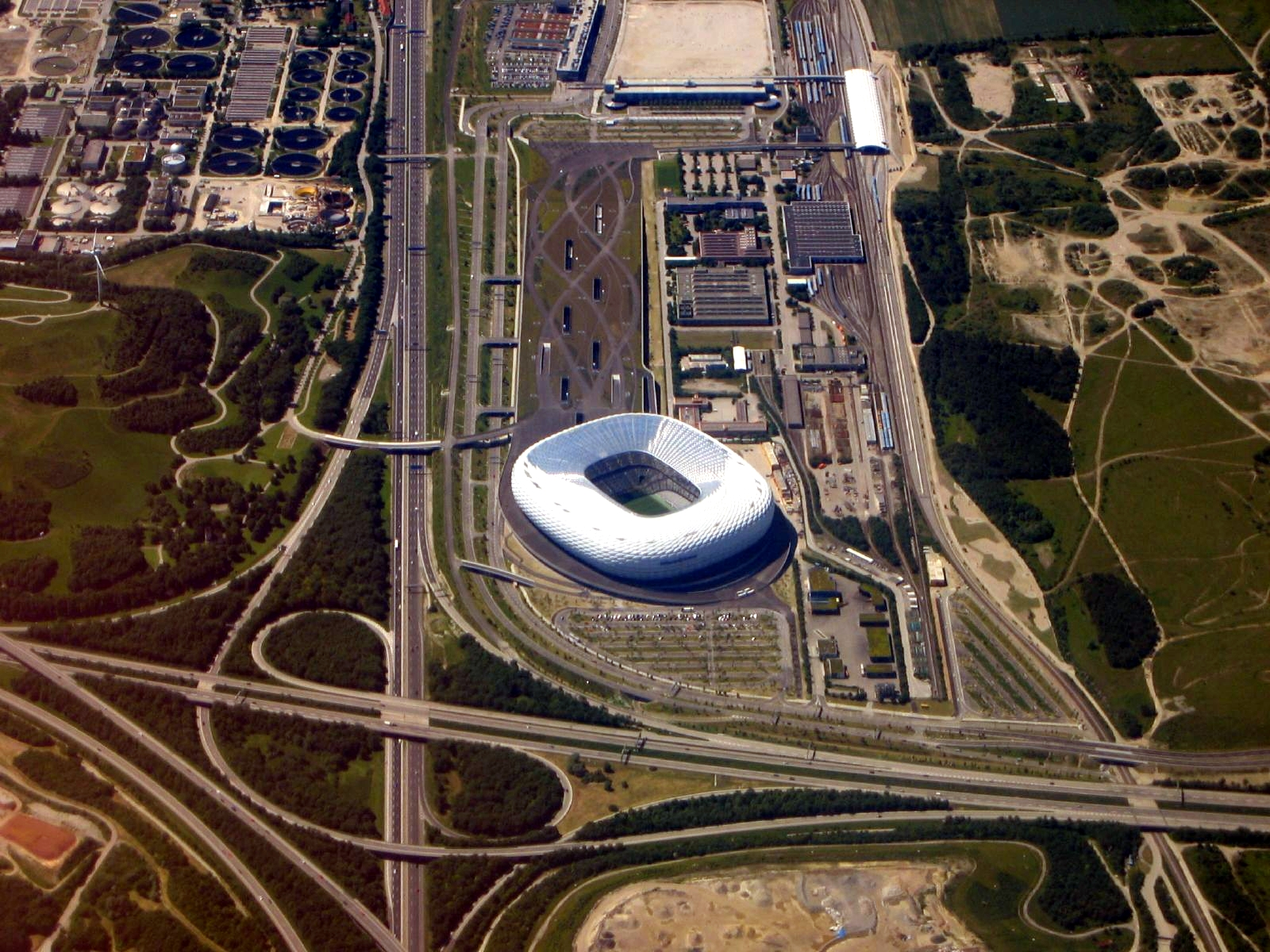
スタジアム周辺の空撮
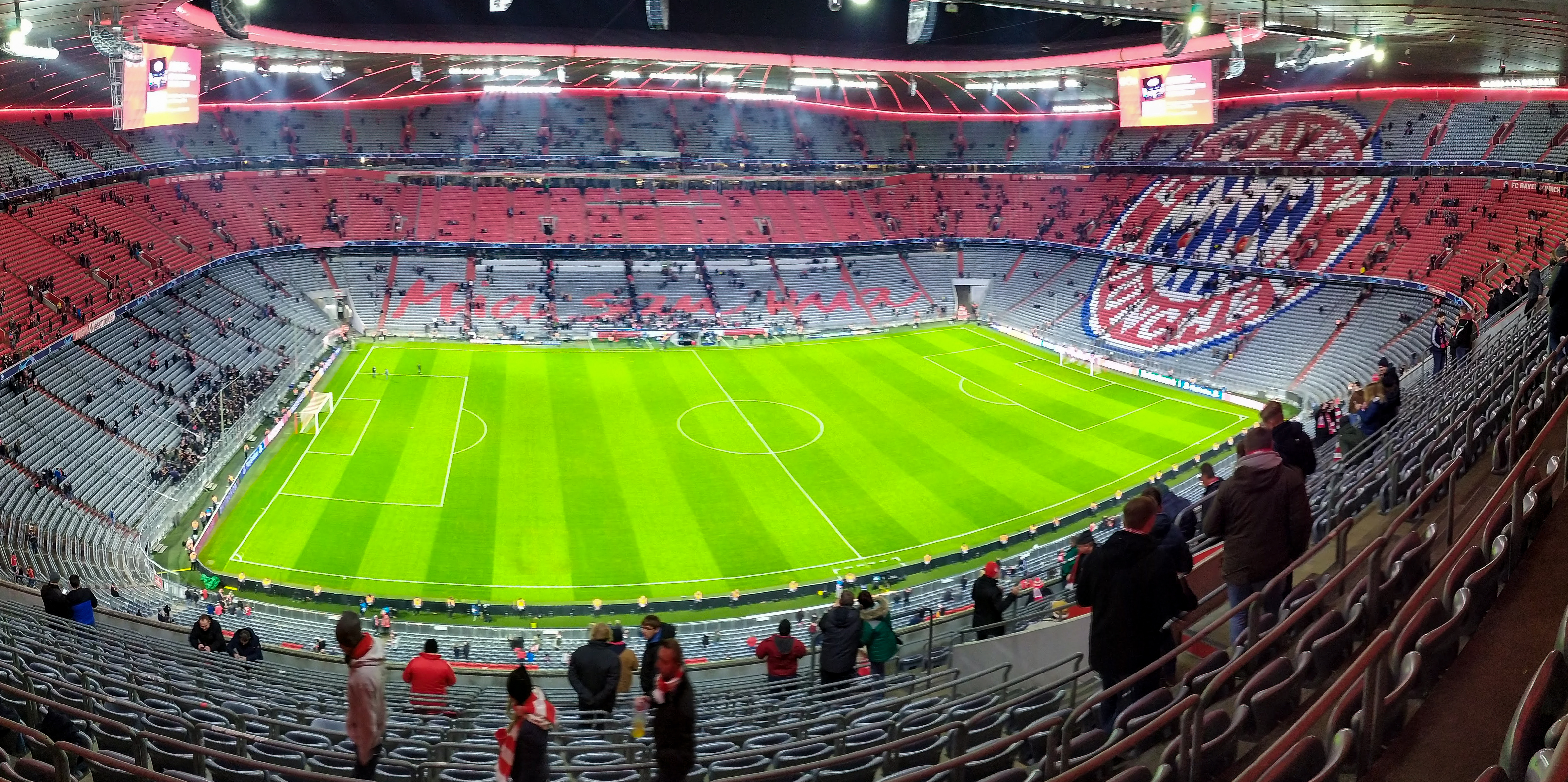
2018年の内観
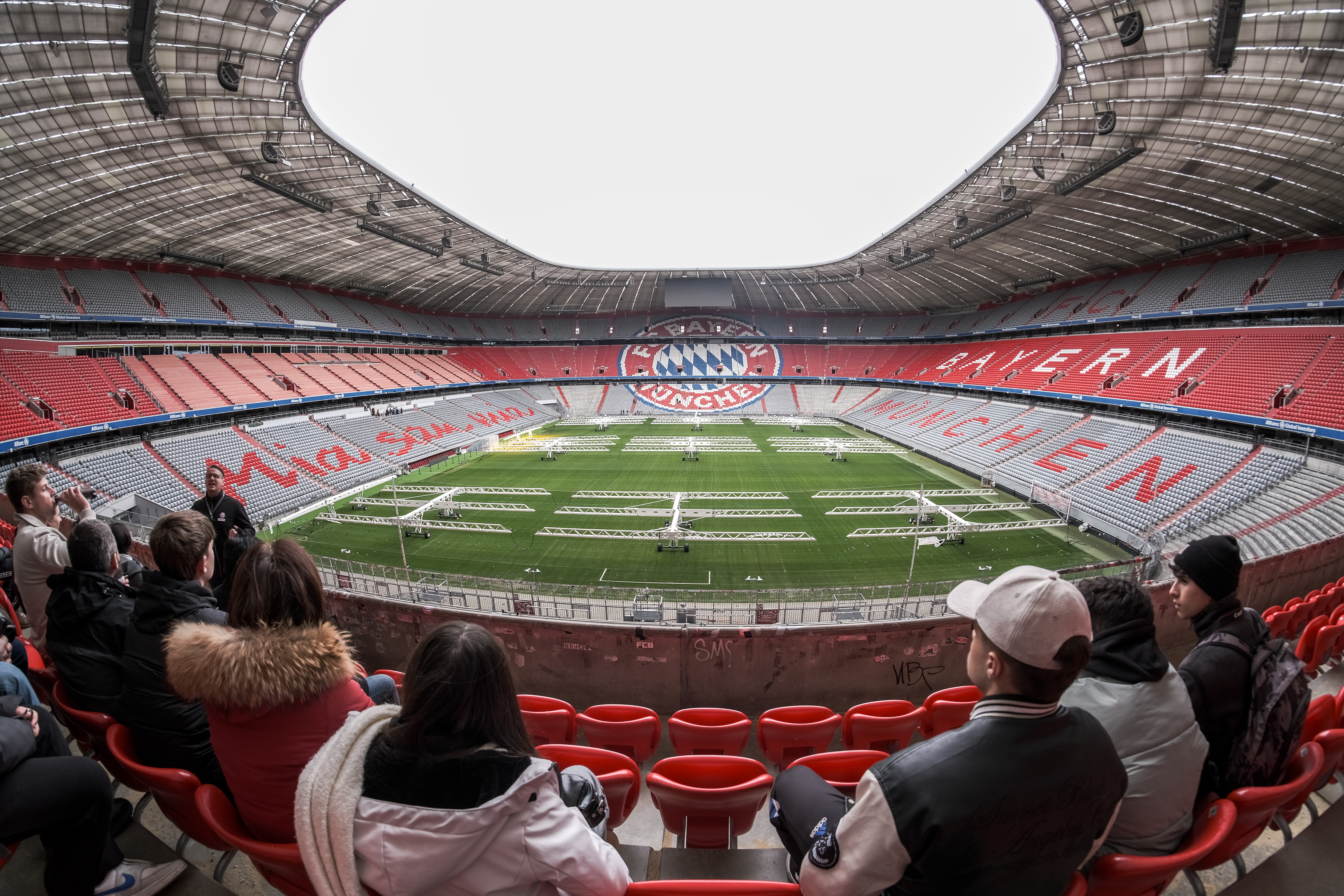
2024年の内観
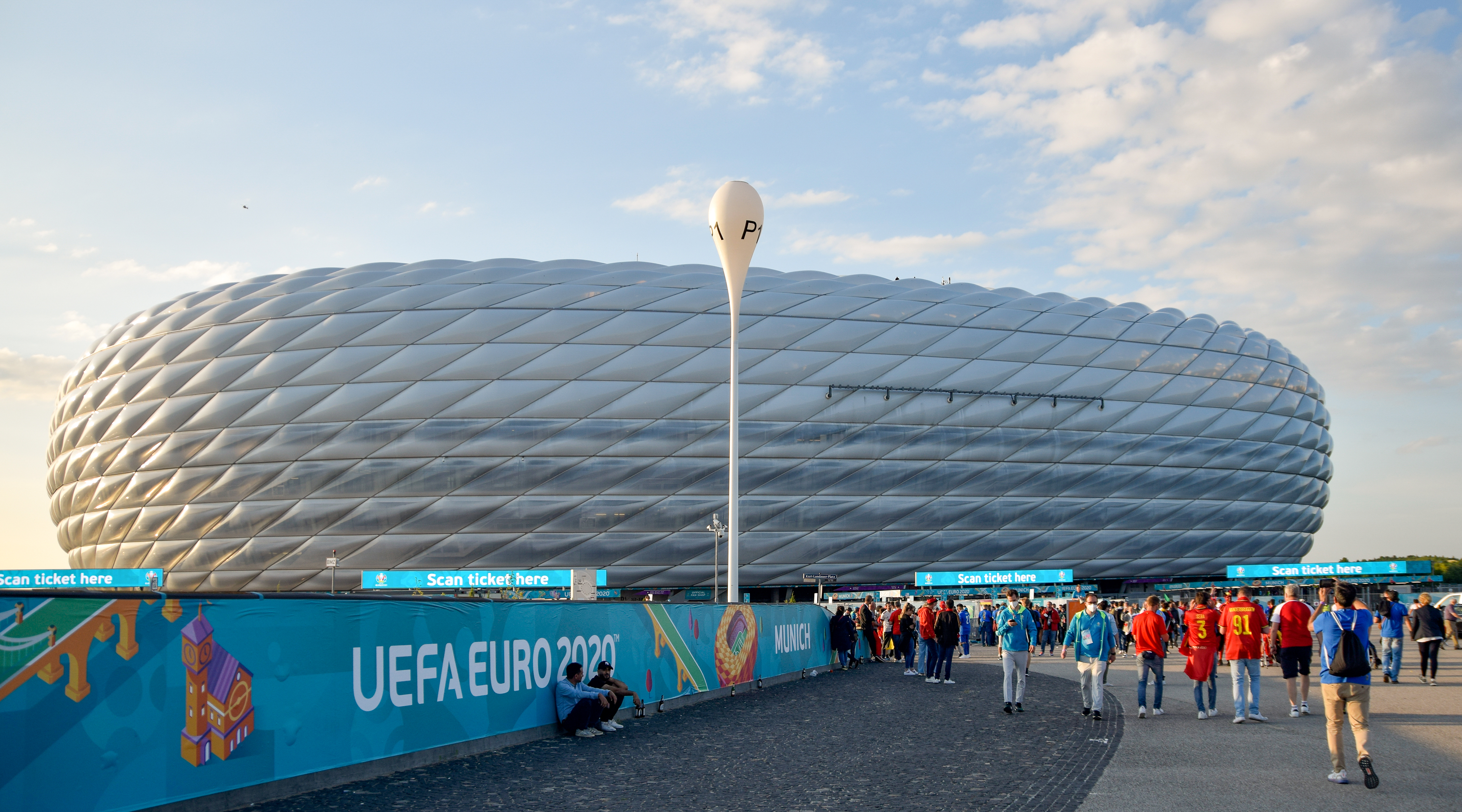
2020年の外観
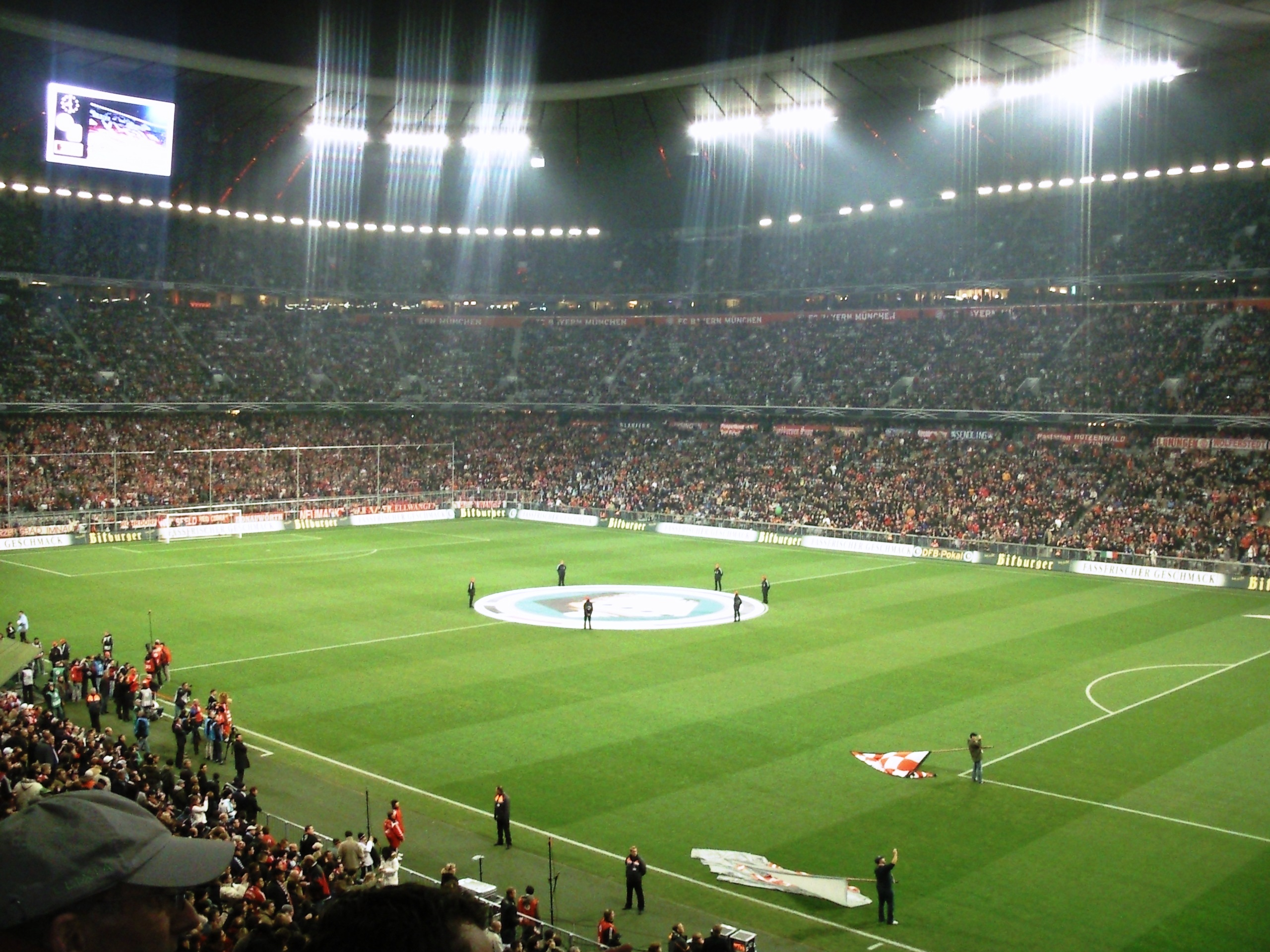
試合中のスタジアム
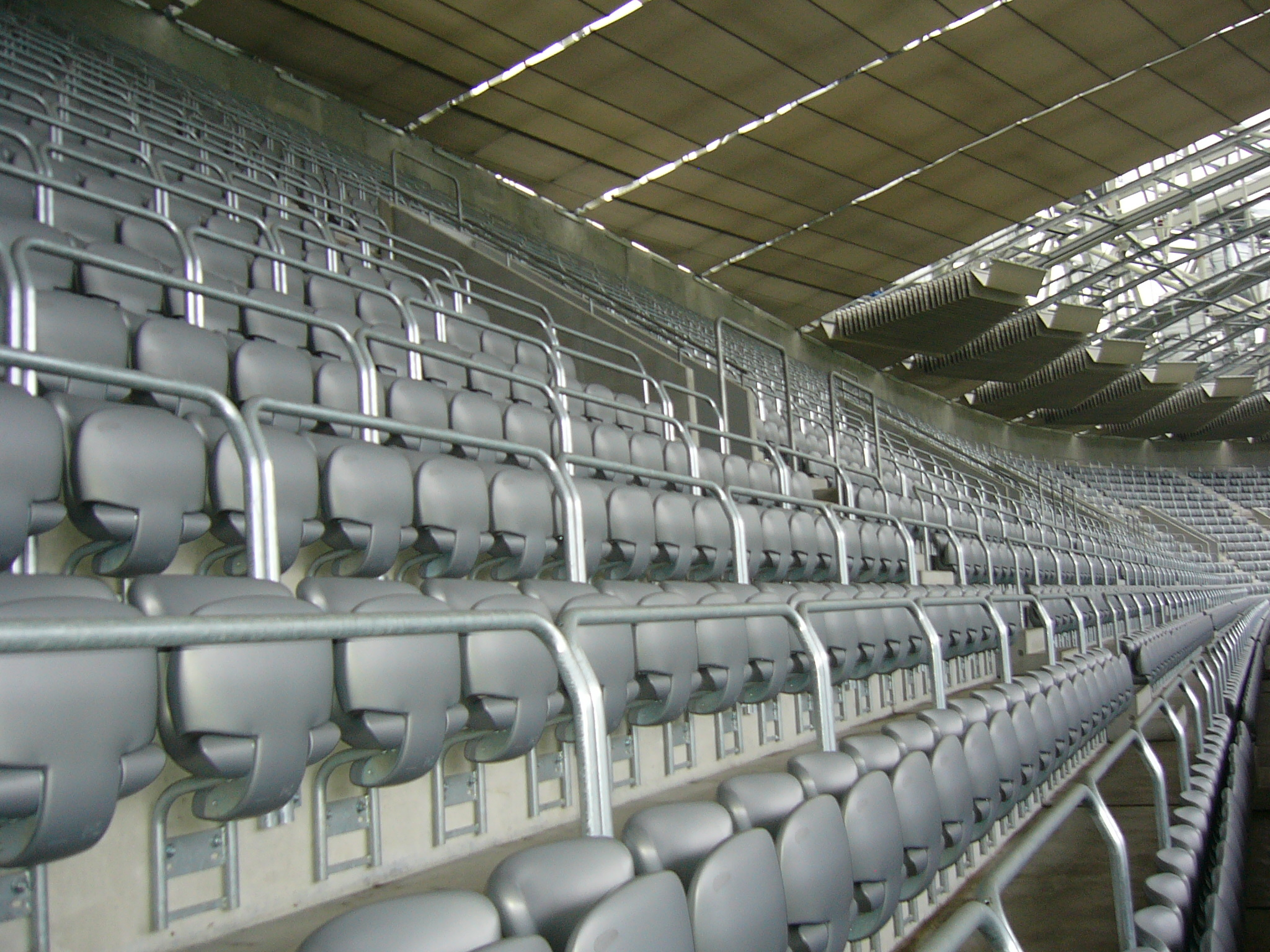
座席
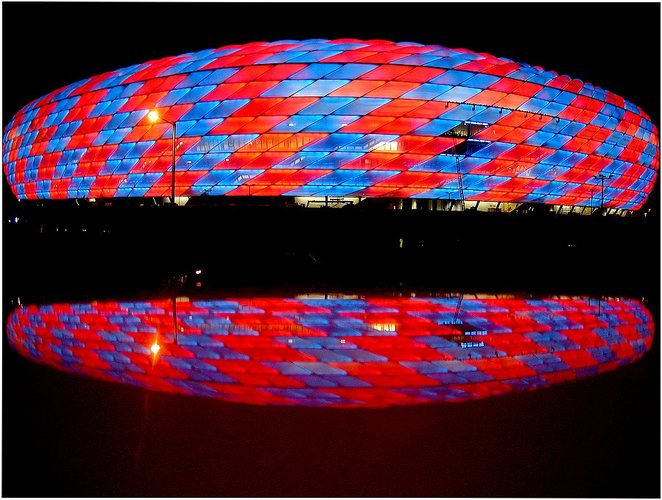
ライトアップされたスタジアム1
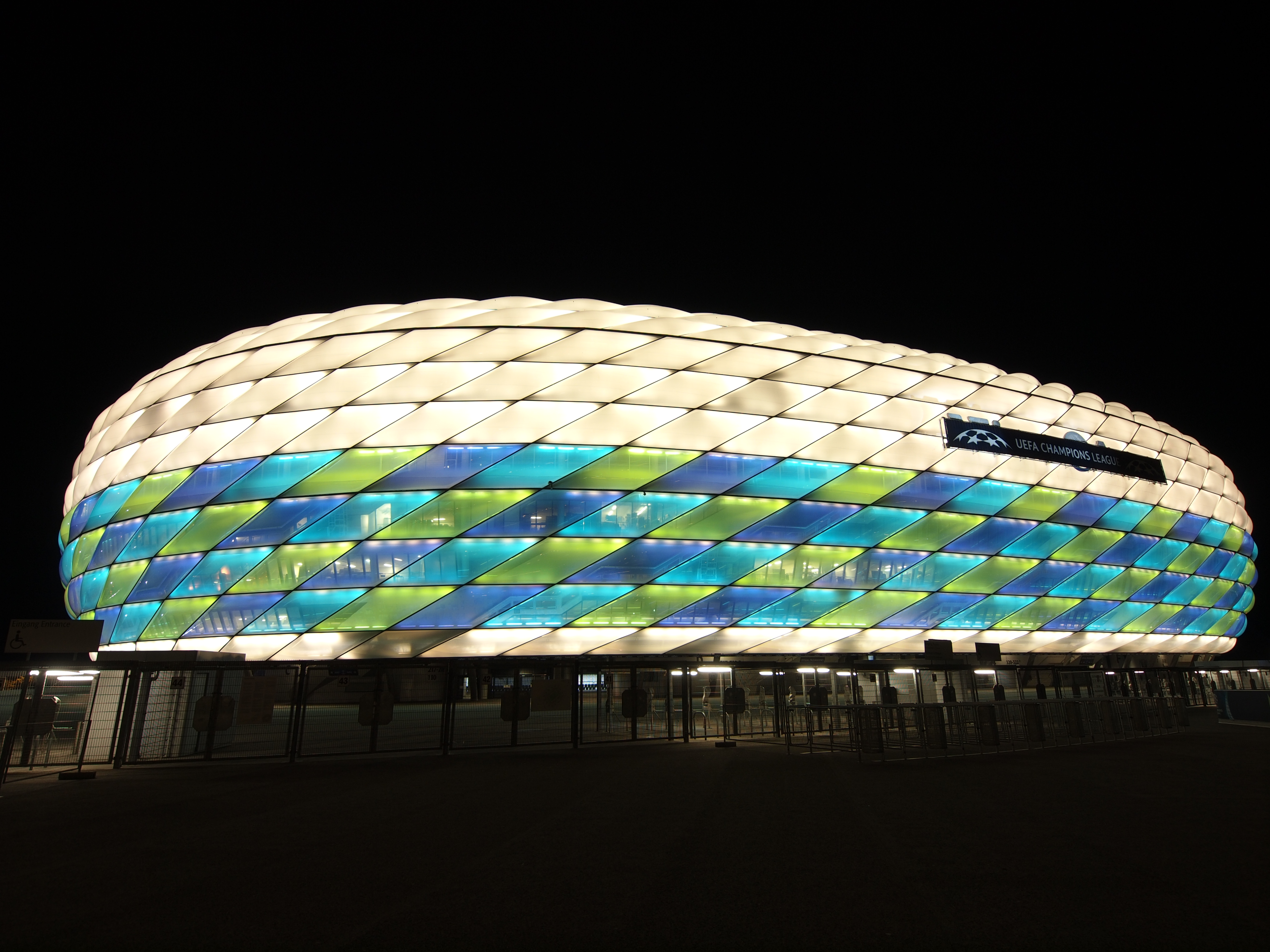
ライトアップされたスタジアム2
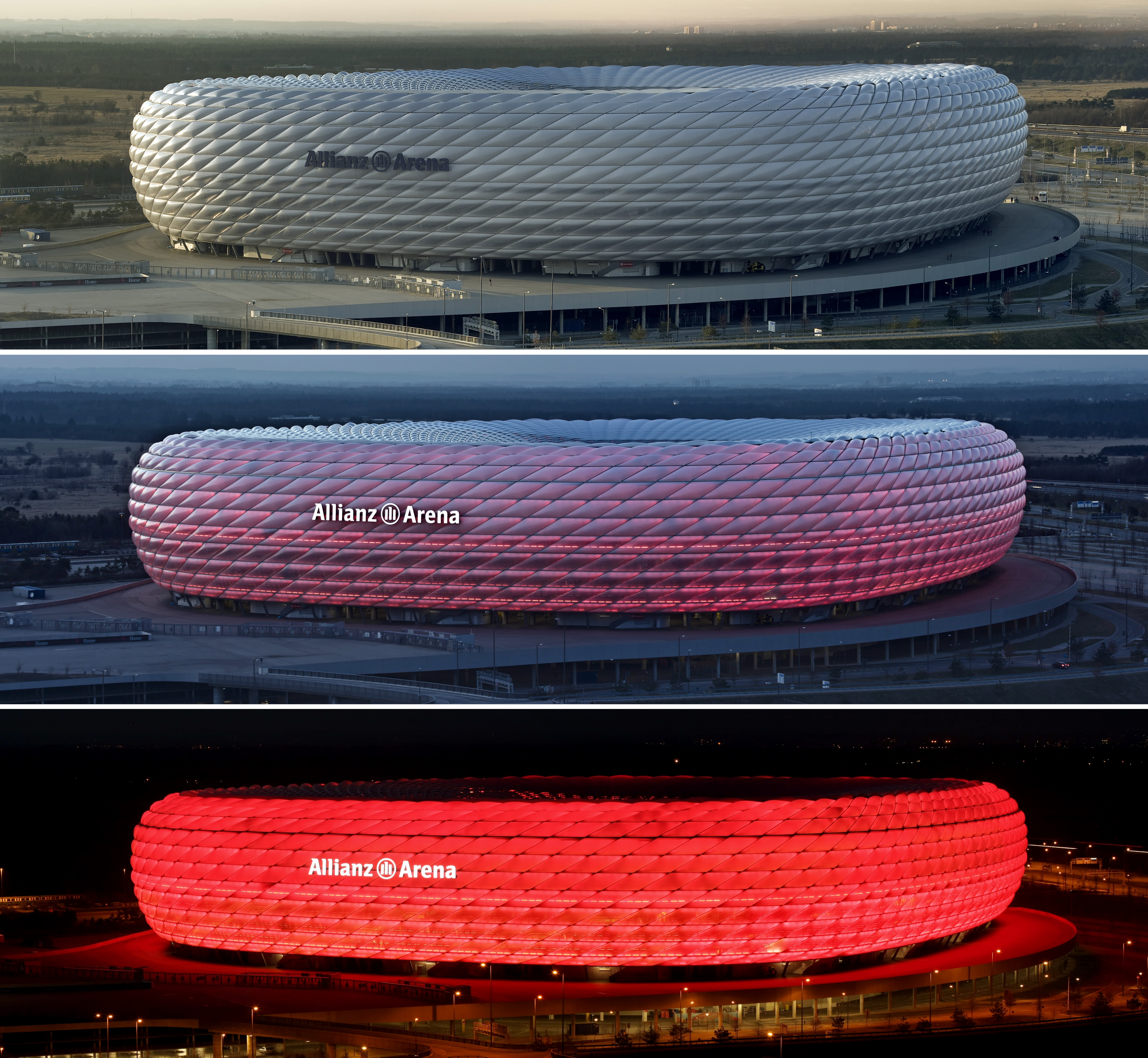
ライトアップされたスタジアム3